# Max Rood
Max Gustaaf Rood (Enschede, 21 augustus 1927 - Amsterdam, 2 december 2001) was jurist en politicus. Hij was voor D66 minister van Binnenlandse Zaken in het derde kabinet-Van Agt.
Rood was aanvankelijk advocaat, daarna minister en vervolgens hoogleraar sociaal recht in Leiden. Hij trad op als advocaat voor de vakbeweging bij kortgedingen op het gebied van het stakingsrecht. Hij was een humanist die met zachte stem sprak, maar daardoor wel steeds 'het gehoor' kreeg. Hij was in 1982 in het derde kabinet-Van Agt minister van Binnenlandse Zaken namens D66. Nadien was hij diverse malen bemiddelaar in conflicten. In april 1971 maakte hij al deel uit van het schaduwkabinet-Den Uyl. Zijn echtgenote Madzy de Boer, eveneens hoogleraar, was in 1972 eveneens schaduwminister.
In 2000 was Rood, inmiddels emeritus hoogleraar, bemiddelaar in de zogeheten taxioorlog in Amsterdam.
Zoon Jurriën Rood (1955) ging heel wat anders doen; hij werd filmregisseur en filosoof.
- Bibsys: 90066823
- Bibliothèque nationale de France: cb133209093 (data)
- Biografisch Portaal: 50177973
- Gemeinsame Normdatei: 172336317
- International Standard Name Identifier: 0000 0000 3361 9134
- Library of Congress Control Number: n84014158
- Nationale Bibliotheek van Israël: 987007427331705171
- Nederlandse Thesaurus van Auteursnamen: 068327056
- Parlement.com: vg09lln9o3zr
- Virtual International Authority File: 46904754
- WorldCat: E39PBJk8WPtCKxf4P3FDg8Rh73